# Chlorolestes fasciatus
Chlorolestes fasciatus е вид водно конче от семейство Synlestidae. Видът не е застрашен от изчезване.

## Разпространение
Разпространен е в Лесото, Свазиленд и Южна Африка.